# Almelec
El almelec es una aleación de aluminio con pequeñas proporciones de magnesio y silicio, generalmente formada por un 98,8% de aluminio, un 0,7% de magnesio y un 0,5% de silicio. Se utiliza como conductores para líneas eléctricas aéreas ya que, aunque posee una conductividad eléctrica algo menor que la del aluminio puro, dispone de una resistencia mecánica bastante mayor, gracias a tratamientos térmicos y mecánicos especiales. Esta característica alcanza para hilos de 3 mm de diámetro el valor de 33 a 36 kg por mm²

## Características físicas
A continuación se indican las características que pueden exigirse a los hilos de almelec:
| Peso específico            | 2,70          |
| Carga de rotura            | 33 kg/mm²     |
| Alargamiento               | 3 %           |
| Límite de elasticidad      | 28 Kg/mm      |
| Resistividad a 200 °C      | 32,5x10-9 Ω*m |
| Coeficiente de temperatura | 3,6x10-3 °C-1 |
| Coeficiente de dilatación  | 23x10-6 °C-1  |
| Módulo de elasticidad      | 6700 kg/mm²   |

## Usos
- Como neutro en redes aéreas para distribución en baja tensión para instalaciones de cables tensados[1]
- Combinado con el acero en redes aéreas para distribución en alta tensión de líneas de 15, 30 o 45 kilovoltios de pequeña o mediana sección.